# Mapper Lithography
Mapper Lithography — нидерландская компания, разрабатывающая установки безмасочной многолучевой электронной литографии для полупроводниковой индустрии.
Mapper расположена в Делфт, вблизи Делфтского технического университета (TU Delft), являющегося одним из акционеров компании.

## Технология
Традиционная фотолитография для производства полупроводниковых пластин использует набор масок, изображение с которых проецируется специальными установками — степперами на покрытую фоторезистом полупроводниковую пластину. Установки электроннолучевой литографии способны создавать аналогичные структуры на пластинах без использования масок. В них используются тысячи параллельных электронных пучков (модель Matrix 1.1 — около 1,3 тысяч, Matrix 10.10 — 13,3 тысячи). Один пучок от мощного источника (5 кэВ) расщепляется на множество пучков, которые затем управляются с помощью электростатических линз, выполненных по технологии MEMS.
Способ управления лучом напоминает работу электронно-лучевых трубок в ЭЛТ-дисплеях или осциллографах.
С 2009 года Mapper Lithography совместно с институтом CEA-Leti (англ.) (Гренобль) продвигают многолучевую безмасочную электронную литографию в рамках совместного проекта IMAGINE.
Экспериментальная установка Mapper Lithography (Pre-alpha, 110 лучей по 5 кэВ, 2х2 мкм2 на луч) тестировалась в TSMC в 2008 году. Разрешение составляло около 45 нм, с возможным обновлением до 32 нм в следующих литографах. После повышения количества пучков до 13 тысяч возможно достижение производительности в 10 пластин диаметром 300 мм в час.
Для получения адекватных при массовом производстве скоростей литографии предлагается создание кластерного литографа с общей производительностью в 100 пластин в час. В составе кластера будет устанавливаться десять модулей.
Среди технологических проблем: требуется чрезвычайно интенсивный источник электронов (около 107 A/m2Sr2V), передача маски на управляющую MEMS матрицу должна происходить с высочайшими скоростями (общая — до 10 ТБайт/с, каждый канал около 7,5 Гбит/с)

## Инвестиции от Роснано
23 августа 2012 года Роснано объявило об инвестировании 40 миллионов евро в Mapper Lithograpy. Используя еще 40 миллионов евро, привлеченные тогда же из других источников, компания Mapper сможет построить новый завод по сборке литографов в Делфте. Его производительность составит до 20 установок в год.
Также планировалось открыть в России (в Санкт-Петербурге) производство одной из ключевых частей литографов — электронно-оптической системы на базе технологии MEMS.
В июле 2014 года в Москве на территории технополиса «Москва» был открыт завод по производству одного из наиболее наукоемких и центральных компонентов безмасочных литографов — элементов электронной оптики на основе МЭМС (микроэлектромеханических систем). В 2014 году начато производство спейсеров, в октябре 2014 были выпущены первые  кремниевые электронные линзы, в 2015 году расширен ассортимент выпускаемых кремниевых линз и начата отладка технологического процесса по производству элементов с управляющими электродами.
Компания признана банкротом 28 декабря 2018. Разработки, интеллектуальные права выкуплены ASML.

## После банкротства
Российское подразделение Маппера не разорилось, после банкротства основной компании, «ООО Маппер» полностью выкупило Роснано.